# 비긴어게인2
《비긴어게인2》은 비긴 어게인의 두 번째 시즌으로 JTBC에 힐링 음악 프로그램이다.

## 기획 의도
음악적으로 서로 다른 매력을 가진 두 팀이 다른 장소, 다른 환경, 다른 색깔로 그들을 아는 사람이 아무도 없는 해외를 여행하며 버스킹에 도전한다.

## 방송 일정
| 방송 채널 | 방송 기간                         | 방송 시간                   | 비고 |
| JTBC      |                                   |                             |      |
| --------- | --------------------------------- | --------------------------- | ---- |
| JTBC      | 2018년 3월 30일 ~ 2018년 6월 29일 | 매주 금요일 밤 9:00 ~ 11:00 |      |

## 출연진

### 김윤아 팀
- 로이킴(1~7회)
- 김윤아(1~7회)
- 이선규(1~7회)
- 윤건(1~7회)
- 정세운(1~7회)

### 박정현 팀
- 박정현(7~13회)
- 헨리(7~13회)
- 하림(7~13회)
- 이수현(악동뮤지션) (7~13회)

## 에피소드 목록
| 회차      | 팀별      | 탐방지(국경) | 비고 |
| --------- | --------- | ------------ | ---- |
| 1회       | 김윤아 팀 | 포르투갈     |      |
| 2회       | 김윤아 팀 | 포르투갈     |      |
| 3회       | 김윤아 팀 | 포르투갈     |      |
| 4회       | 김윤아 팀 | 포르투갈     |      |
| 5회       | 김윤아 팀 | 포르투갈     |      |
| 6회       | 김윤아 팀 | 포르투갈     |      |
| 7회       | 김윤아 팀 | 포르투갈     |      |
| 박정현 팀 |           | 포르투갈     |      |
| 8회       |           | 포르투갈     |      |
| 9회       |           | 포르투갈     |      |
| 10회      | 헝가리    |              |      |
| 11회      | 헝가리    |              |      |
| 12회      | 헝가리    |              |      |
| 13회      | 헝가리    |              |      |

## 시청률
| 2018년 | 2018년   | 2018년          |
| 회차   | 방송일   | AGB 닐슨 시청률 |
| 회차   | 방송일   | 대한민국 (전국) |
| ------ | -------- | --------------- |
| 1      | 3월 30일 | 4.449%          |
| 2      | 4월 6일  | 4.348%          |
| 3      | 4월 13일 | 3.844%          |
| 4      | 4월 20일 | 3.564%          |
| 5      | 5월 4일  | 3.265%          |
| 6      | 5월 11일 | 3.849%          |
| 7      | 5월 18일 | 3.167%          |
| 8      | 5월 25일 | 4.171%          |
| 9      | 6월 1일  | 4.742%          |
| 10     | 6월 8일  | 5.063%          |
| 11     | 6월 15일 | 4.651%          |
| 12     | 6월 22일 | 4.021%          |
| 13     | 6월 29일 | 3.448%          |

## 같이 보기
- 비긴어게인
- 비긴어게인3